# Westward Ho the Wagons!
Westward Ho, the Wagons! é um filme estadunidense de faroeste lançado em 1956, dirigido por William Beaudine para a Walt Disney Productions. O roteiro de Tom Blackburn adaptou o romance de Mary Jane Carr chamado Children of the Covered Wagon. Filmado em CinemaScope, no Rancho Janss Conejo, na Califórnia.

## Elenco
- Fess Parker...John 'Doc' Grayson
- Kathleen Crowley...Laura Thompson
- Jeff York...Hank Breckenridge
- David Stollery...Dan Thompson
- Sebastian Cabot...Bissonette
- George Reeves...James Stephen
- Doreen Tracey...Bobo Stephen
- Barbara Woodell...Senhora Stephen
- John War Eagle...Irmão do Lobo, chefe Sioux
- Cubby O'Brien...Jerry Stephen
- Tommy Cole...Jim Stephen
- Leslie Bradley...Spenser Armitage
- Morgan Woodward...Obie Foster
- Iron Eyes Cody...Muitas Estrelas ("Many Stars"), feiticeiro Sioux
- Anthony Earl Numkena...Pequeno Trovão
- Karen Pendleton...Myra Thompson
- Jane Liddell...Ruth Benjamin
- John Locke...Ed Benjamin
- Brand Stirling...Tom Foster (não creditado)

## Sinopse

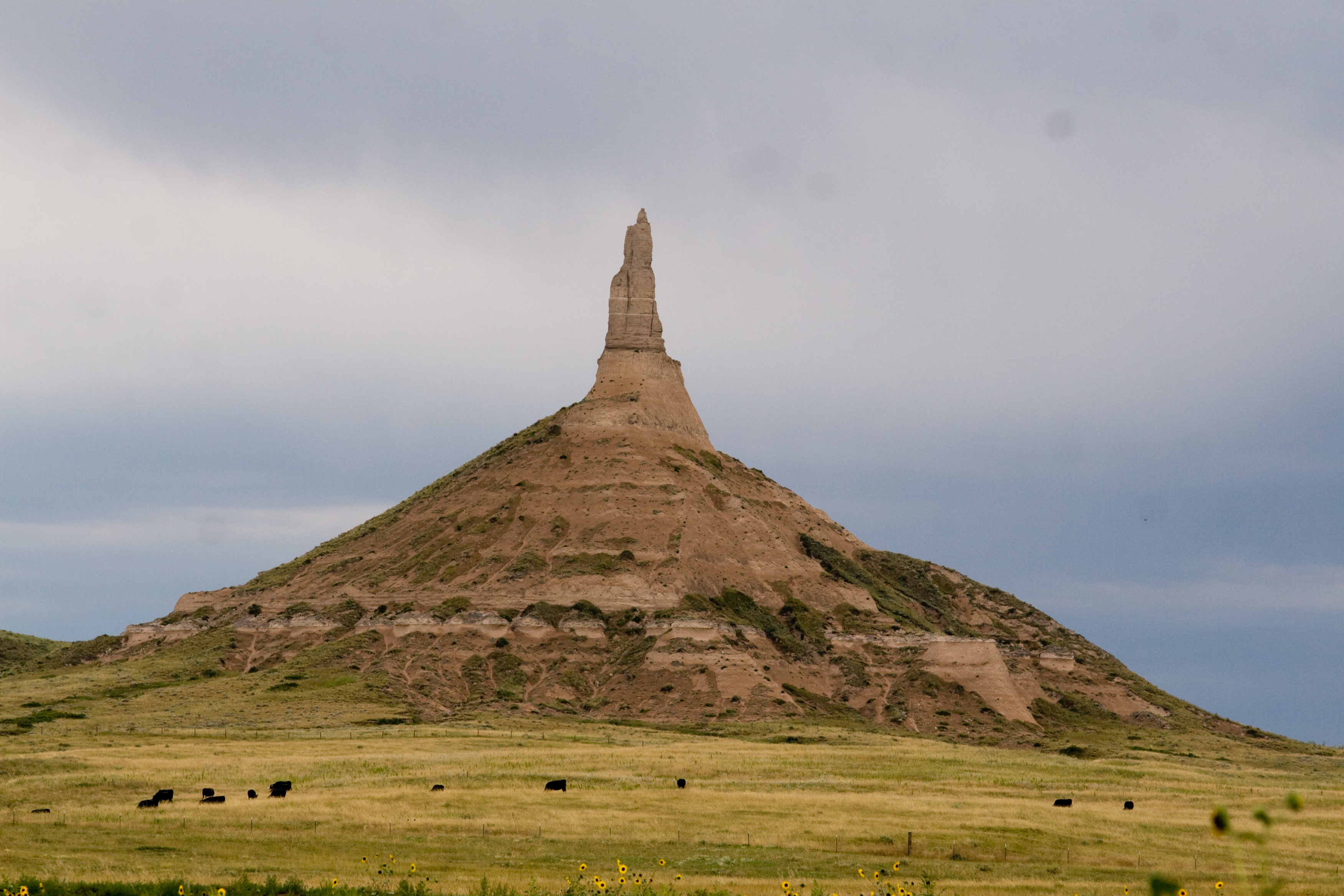
Chimney Rock em Nebrasca é mostrado no filme

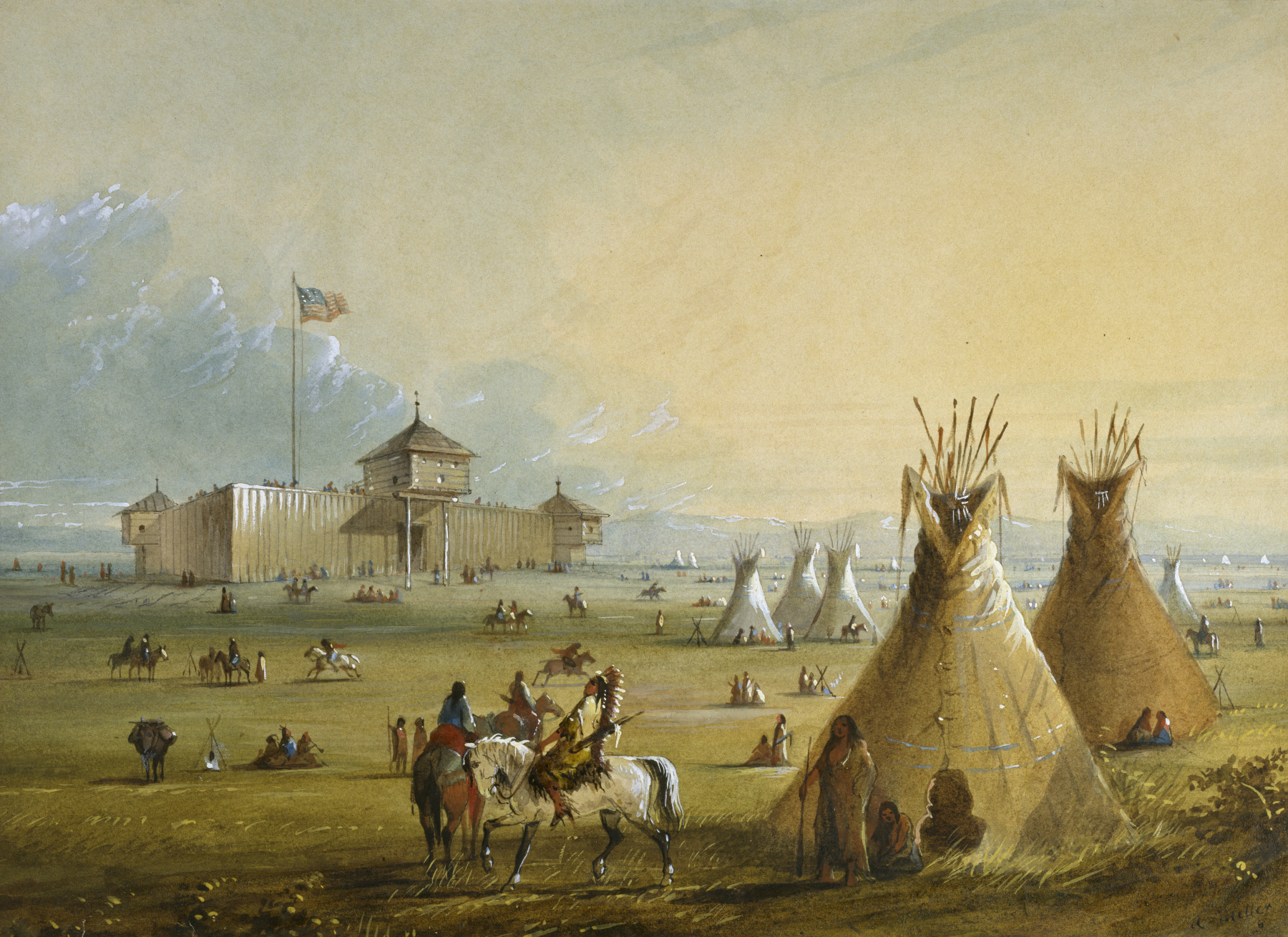
Forte Laramie por volta de 1840, pintado de memória por Alfred Jacob Miller

O médico John 'Doc' Grayson acompanha uma caravana pela Trilha do Oregon por volta de 1846. Ao atravessarem o território dos índios Pawnees, são atacados pelos nativos por causa dos valiosos cavalos que um dos fazendeiros trouxera consigo. Depois de uma intensa luta o grupo chega ao Forte Laramie, chefiado pelo comerciante francês Bissonette que mantém boas relações com os Sioux cuja aldeia fica próxima. O feiticeiro Muitas Estrelas avista a pequena Myra Thompson e acha que seus cabelos loiros são "boa medicina" e convence o chefe Irmão do Lobo a tentar levá-la para a tribo, o que torna a situação tensa. A única chance da caravana seguir viagem sem risco de novo ataque dos índios é Doc e seus conhecimentos médicos que desafiarão o temido feiticeiro.

## Canções
- Westward Ho, the Wagons! - letra de Tom Blackburn e música de George Bruns
- The Ballad of John Colter - letra de Tom Blackburn e música de George Bruns
- Wringle Wrangle - composta por Stan Jones
- "I'm Lonely, My Darlin'" (baseado na canção folclórica Green Grow the Lilacs) - letra de Fess Parker e arranjo musical de George Bruns
- Pioneer's Prayer (de The Vanishing Prairie) - letra de Hazel "Gil" George e música de Paul J. Smith